# Accessori per Nintendo 64
Panoramica sulle periferiche Nintendo specifiche per il Nintendo 64.

## Controller del Nintendo 64

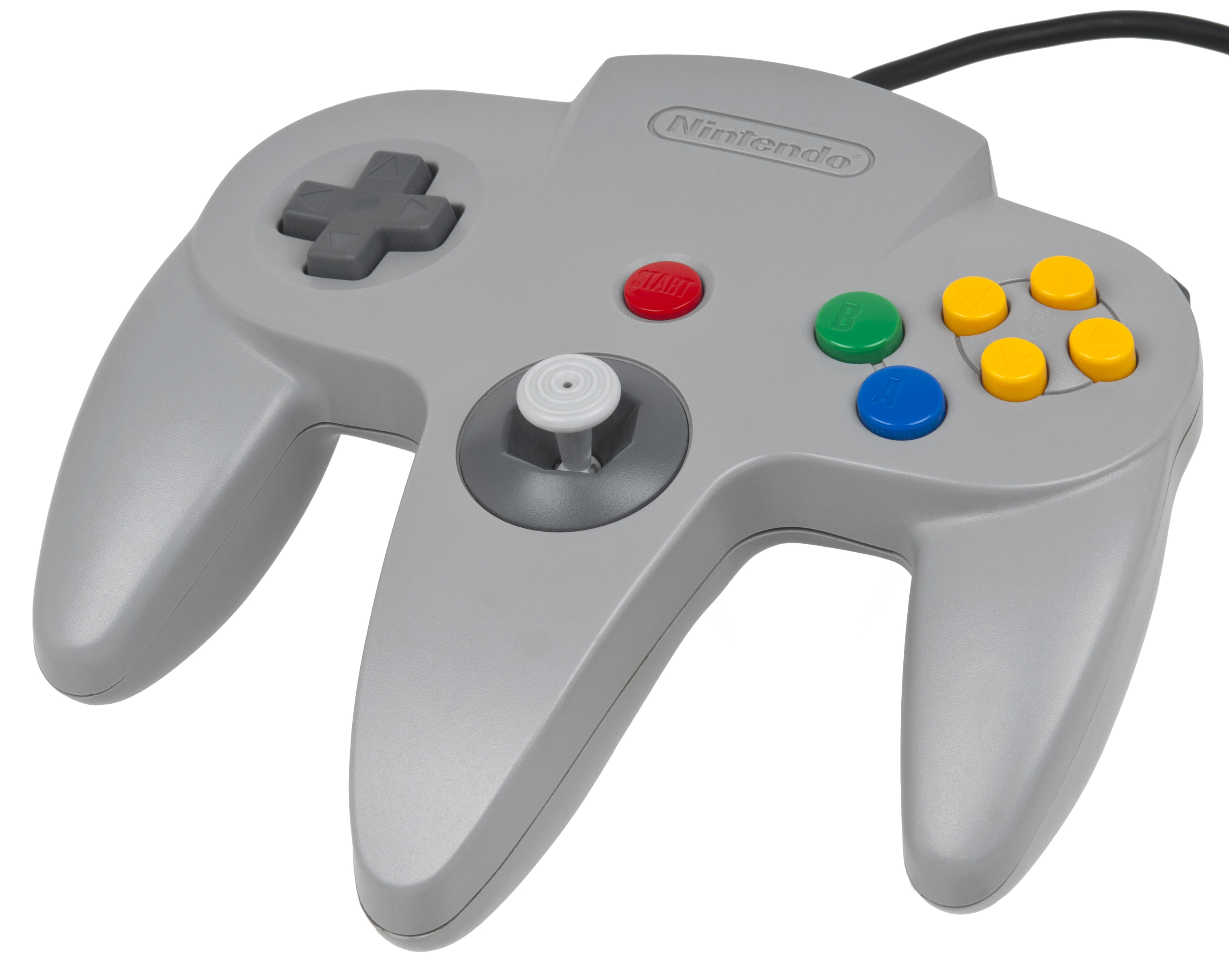
Controller del Nintendo 64

Il controller del Nintendo 64, tra i fan chiamato "tricorno" a causa della sua particolare forma con 3 maniglie per afferrarlo, presenta:
- Una leva analogica al centro del controller, con base ottagonale, sulla maniglia centrale;
- Una croce digitale posta a sinistra del controller;
- Sei tasti frontali, di cui due sono chiamati A e B (rispettivamente di colore blu e verde), gli altri quattro sono gialli, al centro dei quali vi è la lettera C e su ognuno di essi vi è una freccia direzionale (nel controller del Nintendo GameCube furono poi sostituiti da una seconda leva analogica, chiamata stick C);
- 3 tasti dorsali, di cui L ed R posti rispettivamente a sinistra e a destra, e Z trigger è posto dietro la maniglia centrale del controller;
- Tasto START al centro del controller;
- Porta di espansione posta nella parte alta del retro del controller, ideata per accogliere accessori opzionali aggiuntivi.

## Controller Pak

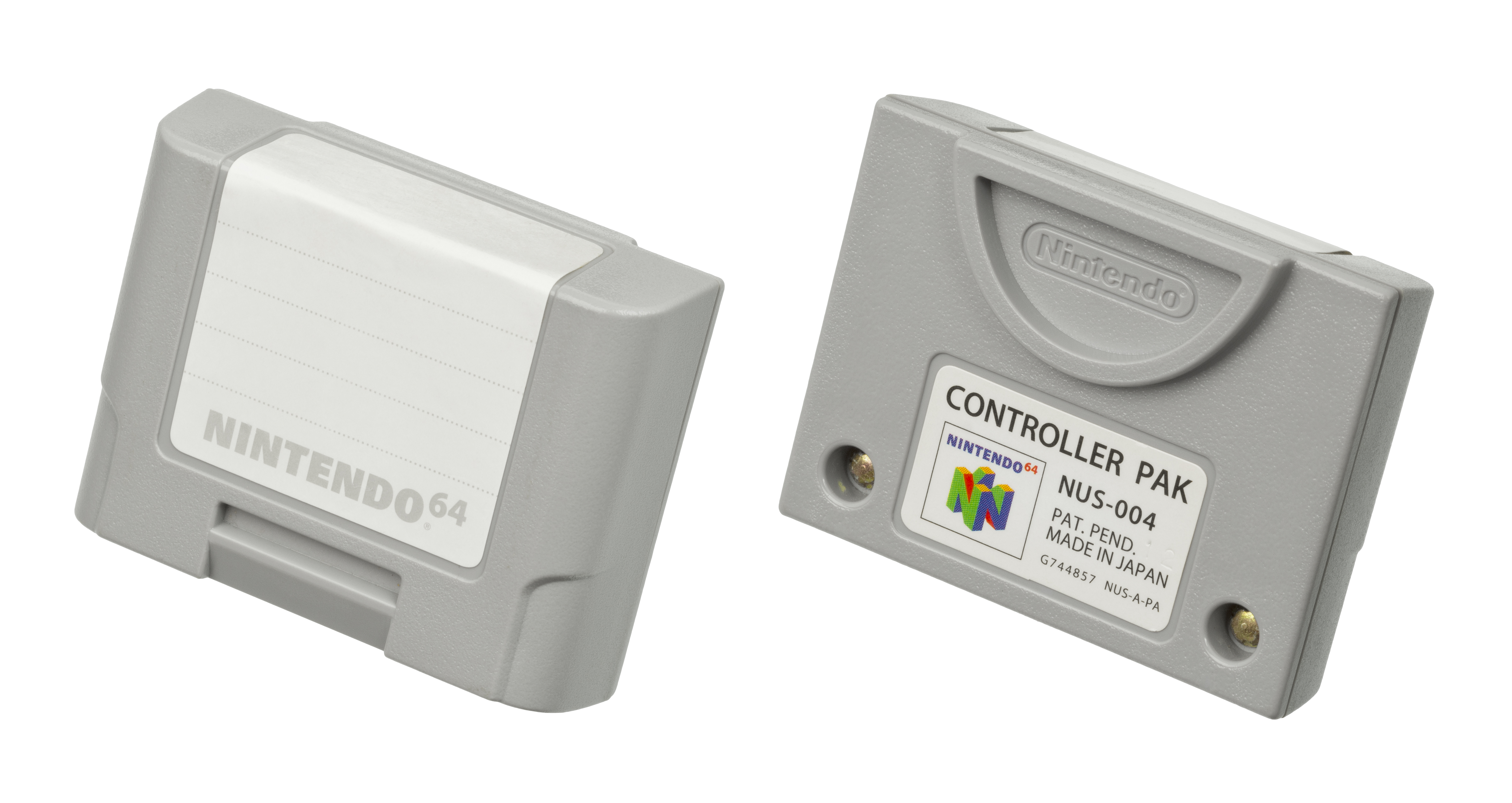
Controller Pak

Il Controller Pak (NUS-004) è la memory card della console, paragonabile a quelle della PlayStation e del GameCube. I giochi compatibili possono salvare i dati del giocatore sul Controller Pak, che si collega al retro del controller del Nintendo 64 (come fanno i Rumble e i Transfer Pak). Il Controller Pak è stato commercializzato per lo scambio di dati tra i possessori di Nintendo 64, perché i dati sulla cartuccia di gioco non possono essere trasferiti.

## Jumper Pak

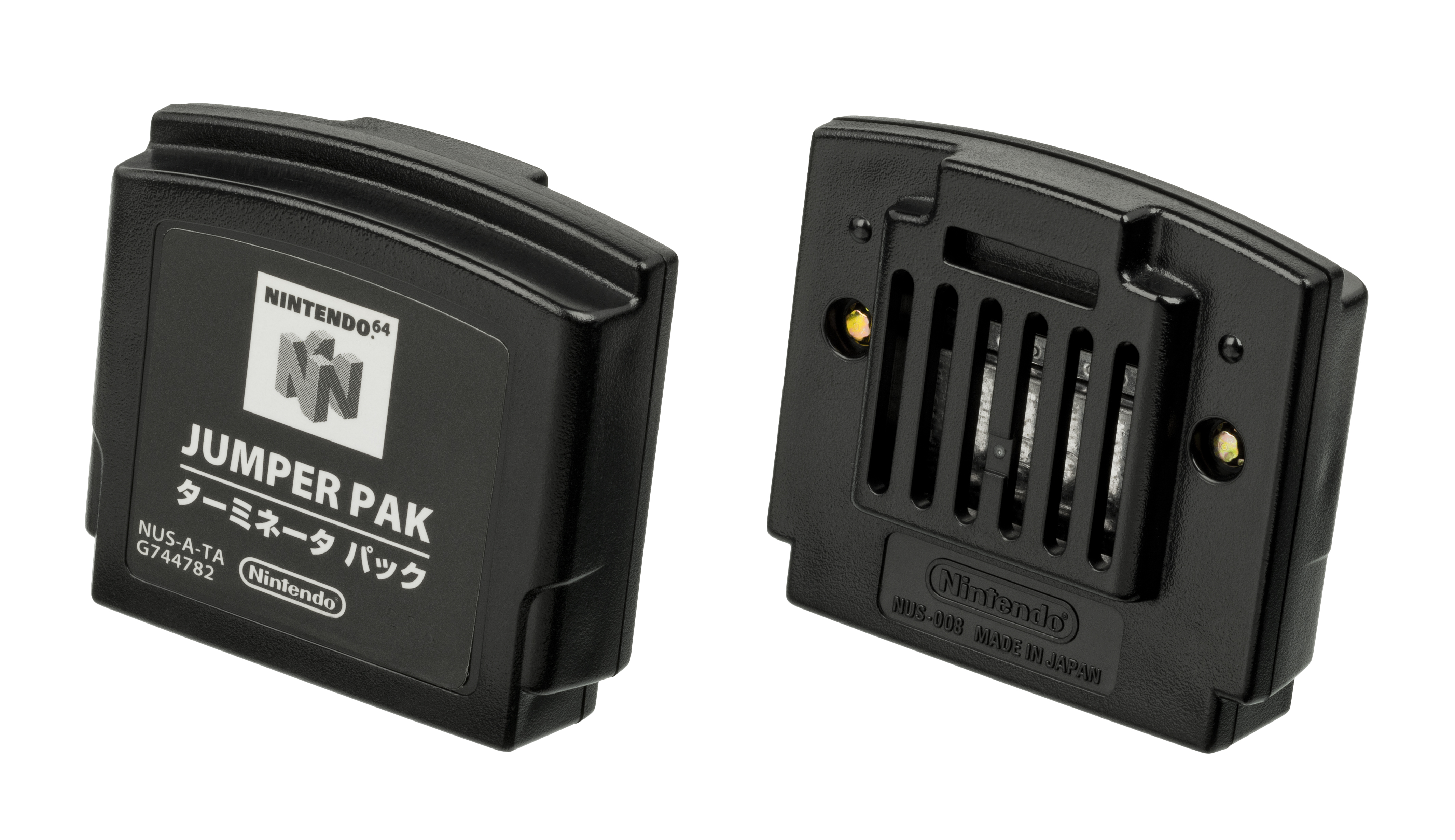
Jumper Pak

Il Jumper Pak (NUS-008) è un riempitivo che si collega alla porta di espansione della memoria della console. Non ha altro scopo funzionale se non quello di terminare il bus Rambus in assenza dell'Expansion Pak. Questo è funzionalmente equivalente a un RIMM di continuità in una scheda madre Rambus che riempie i socket RIMM inutilizzati fino all'aggiornamento da parte dell'utente. La maggior parte delle console Nintendo 64 venivano spedite con il Jumper Pak installato. I Jumper Pak sostitutivi non venivano venduti singolarmente nei negozi e potevano essere ordinati solo tramite il negozio online di Nintendo. Il sistema non si avvia senza un Jumper Pak o un Expansion Pak installato.

## Expansion Pak

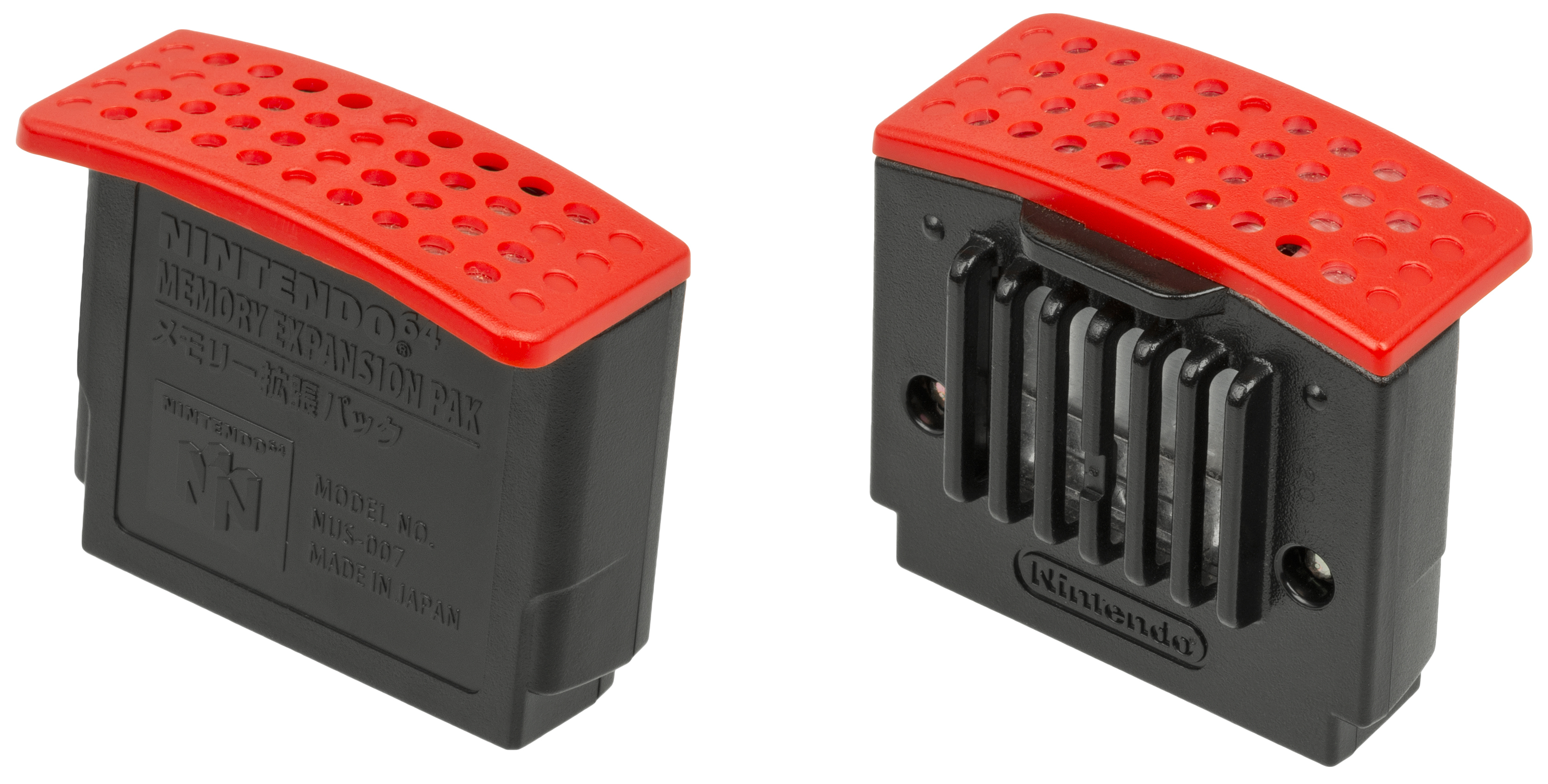
Expansion Pak

L'Expansion Pak (NUS-007) è costituito da 4 MB (megabyte) di memoria ad accesso casuale (RAM), che è RDRAM, la stessa della scheda madre della console, aumentando la RAM della console da 4 MB a 8 MB di memoria principale contigua. È installato in una porta nella parte superiore della console e sostituisce il Jumper Pak preinstallato, che è semplicemente un terminatore Rambus. Originariamente progettato per le applicazioni workstation multimediali più grandi dell'unità disco 64DD, l'Expansion Pak è stato lanciato separatamente nel quarto trimestre del 1998 e poi in bundle con il pacchetto di lancio ritardato del 64DD del dicembre 1999 in Giappone. L'Expansion Pak è stato in bundle con Donkey Kong 64 e in Giappone, l'Expansion Pak è stato inoltre in bundle con The Legend of Zelda: Majora's Mask e Perfect Dark.

## Rumble Pak

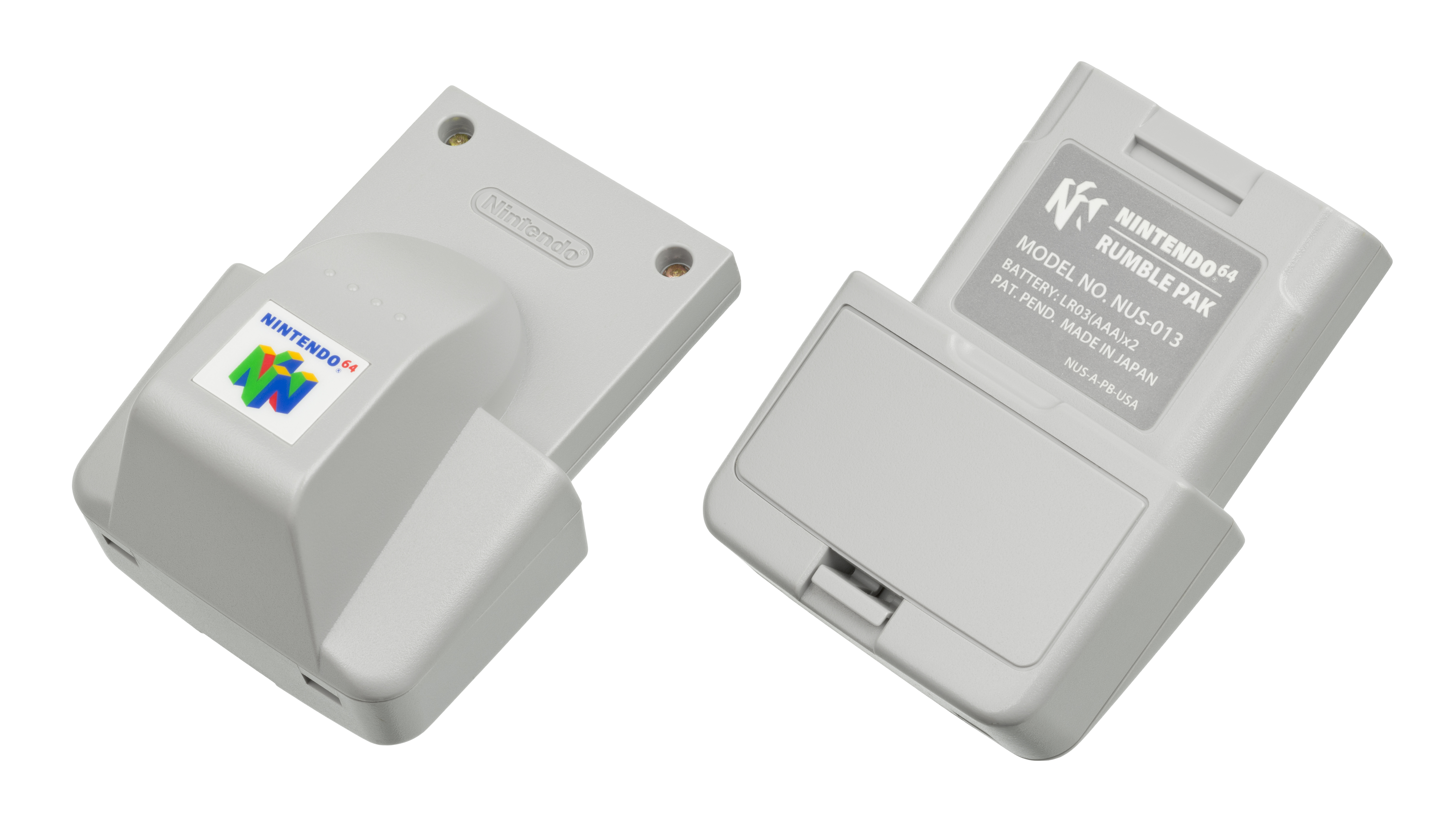
Rumble Pak

Il Rumble Pak (NUS-013) fornisce un feedback tattile tramite vibrazione. È alimentato da due batterie AAA e si collega alla porta di espansione del controller. È stato rilasciato nel 1997 per il nuovo gioco Star Fox 64, con cui era originariamente in bundle.

## Transfer Pak

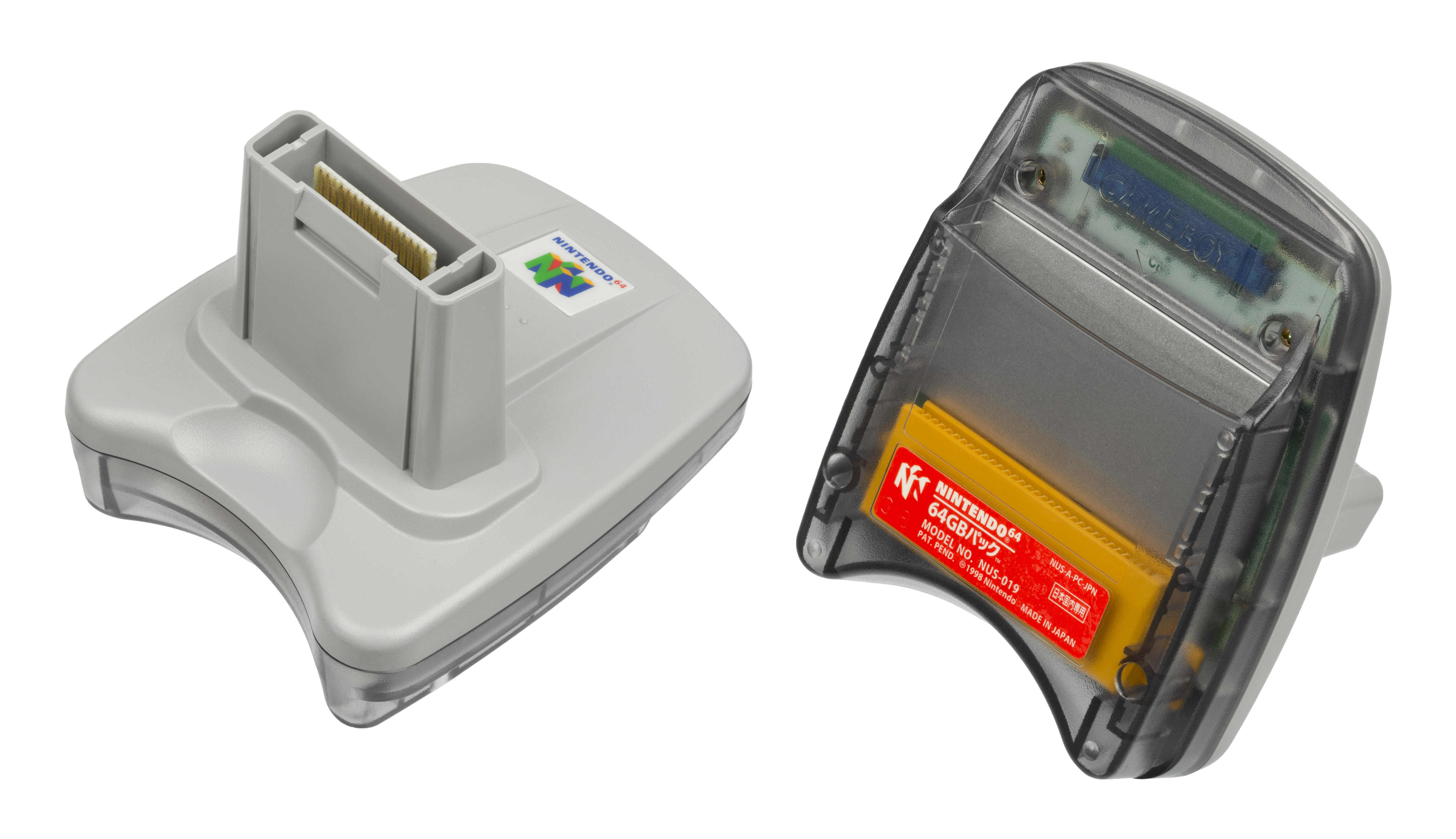
Transfer Pak

Il Transfer Pak (NUS-019) si collega al controller per trasferire dati tra i giochi Nintendo 64 supportati e i giochi Game Boy o Game Boy Color. È stato rilasciato in Giappone nell'agosto 1998, in bundle con il gioco Pocket Monsters' Stadium, e in Nord America ed Europa rispettivamente nel febbraio e nell'aprile 2000, dove è stato in bundle in modo simile con Pokémon Stadium.

## 64DD

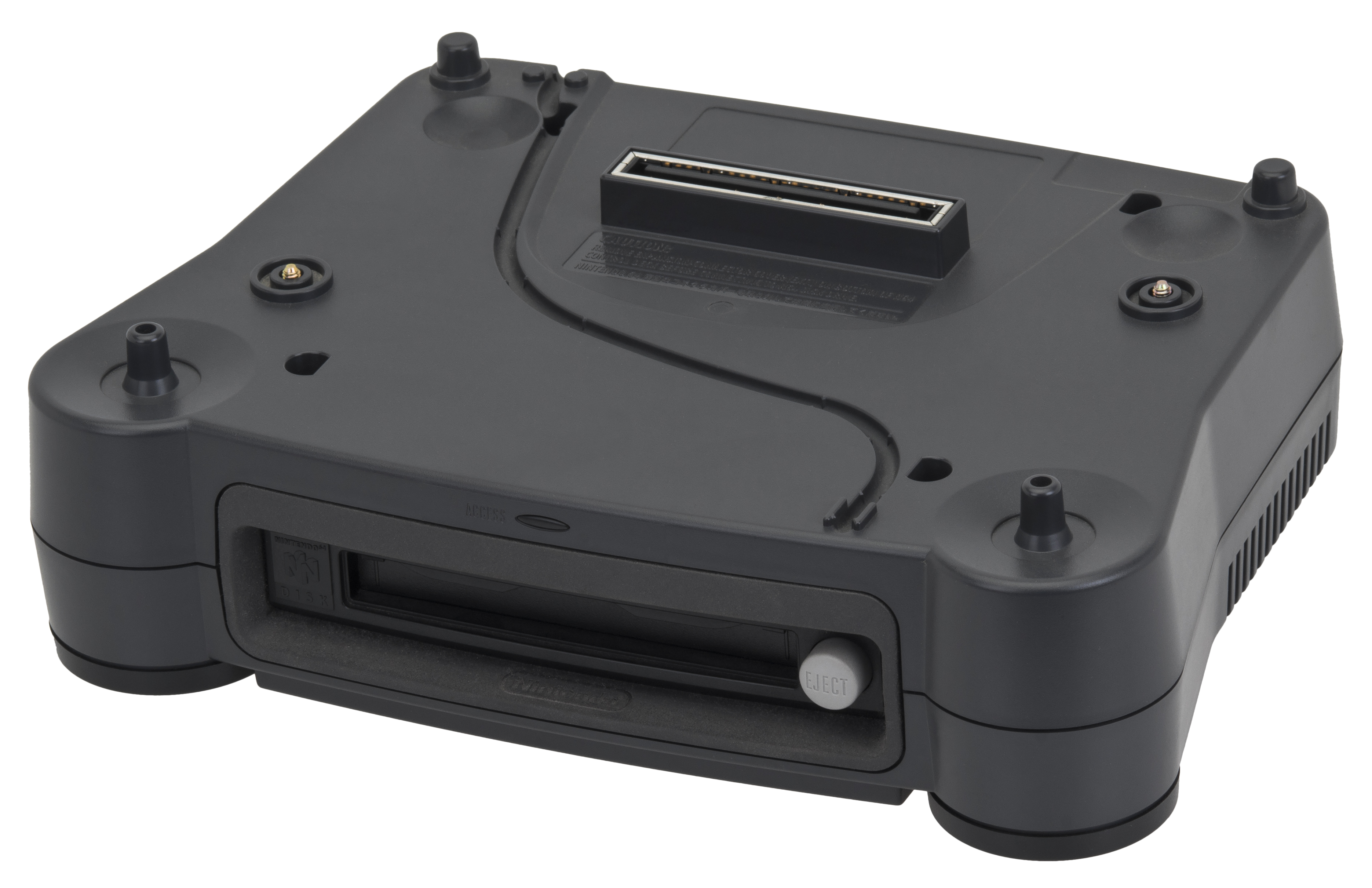
64DD scollegato

Il 64DD (NUS-010) è un'unità floppy da 64 MB con orologio in tempo reale, libreria di font e audio in ROM e un bundle di altri accessori e giochi personalizzati. La periferica è stata inizialmente annunciata nel 1995, pianificata per il rilascio nel 1997 e ripetutamente ritardata fino al suo rilascio nel dicembre 1999. È stata lanciata insieme a un servizio online ora defunto chiamato Randnet. Con nove giochi rilasciati, è stato un fallimento commerciale e quindi non è mai stata rilasciata al di fuori del Giappone.

## Mouse

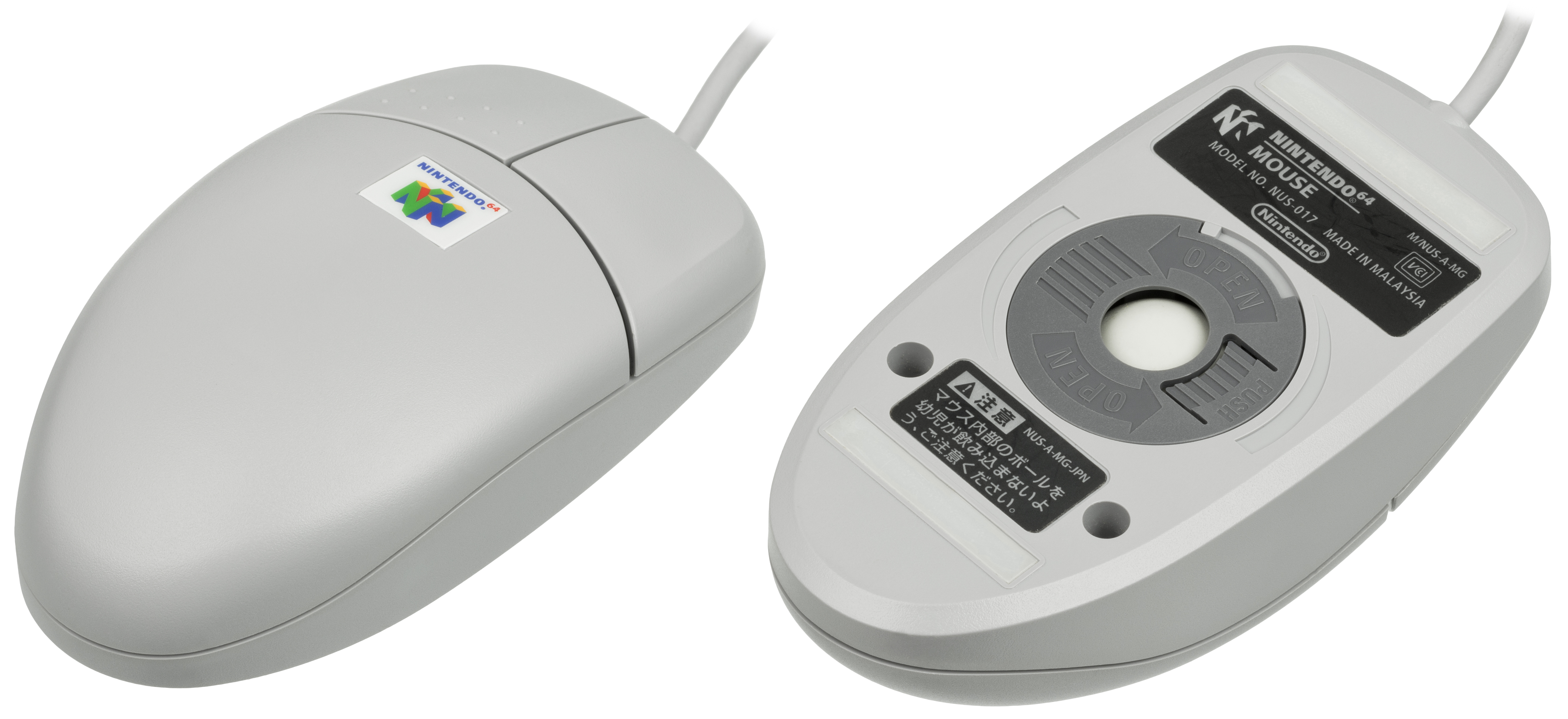
Mouse

Il mouse (NUS-017) è stato sviluppato per i giochi e le applicazioni basati su GUI del 64DD, come la suite Mario Artist, SimCity 64 e il browser web per il defunto servizio online Randnet di Nintendo. È stato prodotto da Mitsumi ed è stato rilasciato solo come bundle con il gioco di lancio del 64DD, Mario Artist: Paint Studio. Funziona con Mario no Photopi, che è stato trasferito dal 64DD al Game Pak.

## Interruttore RF e modulatore RF

Adattatore per Nintendo 64 and GameCube

L'interruttore RF e il modulatore RF (NUS-009 e NUS-003) collegano il Nintendo 64 e il modello 2 dello SNES (riprogettato dopo il lancio del Nintendo 64) al televisore tramite RF. Sono pensati principalmente per i televisori più vecchi che non supportano i cavi AV. L'interruttore RF è identico in tutto e per tutto agli interruttori RF rilasciati per le precedenti console Nintendo (il NES e lo SNES) e possono essere intercambiabili se necessario. Questo set è stato successivamente ripubblicato per il GameCube per dotarlo della funzionalità RF. I cavi destinati al GameCube sono compatibili anche con il Nintendo 64 e lo SNES.

## Bio Sensor

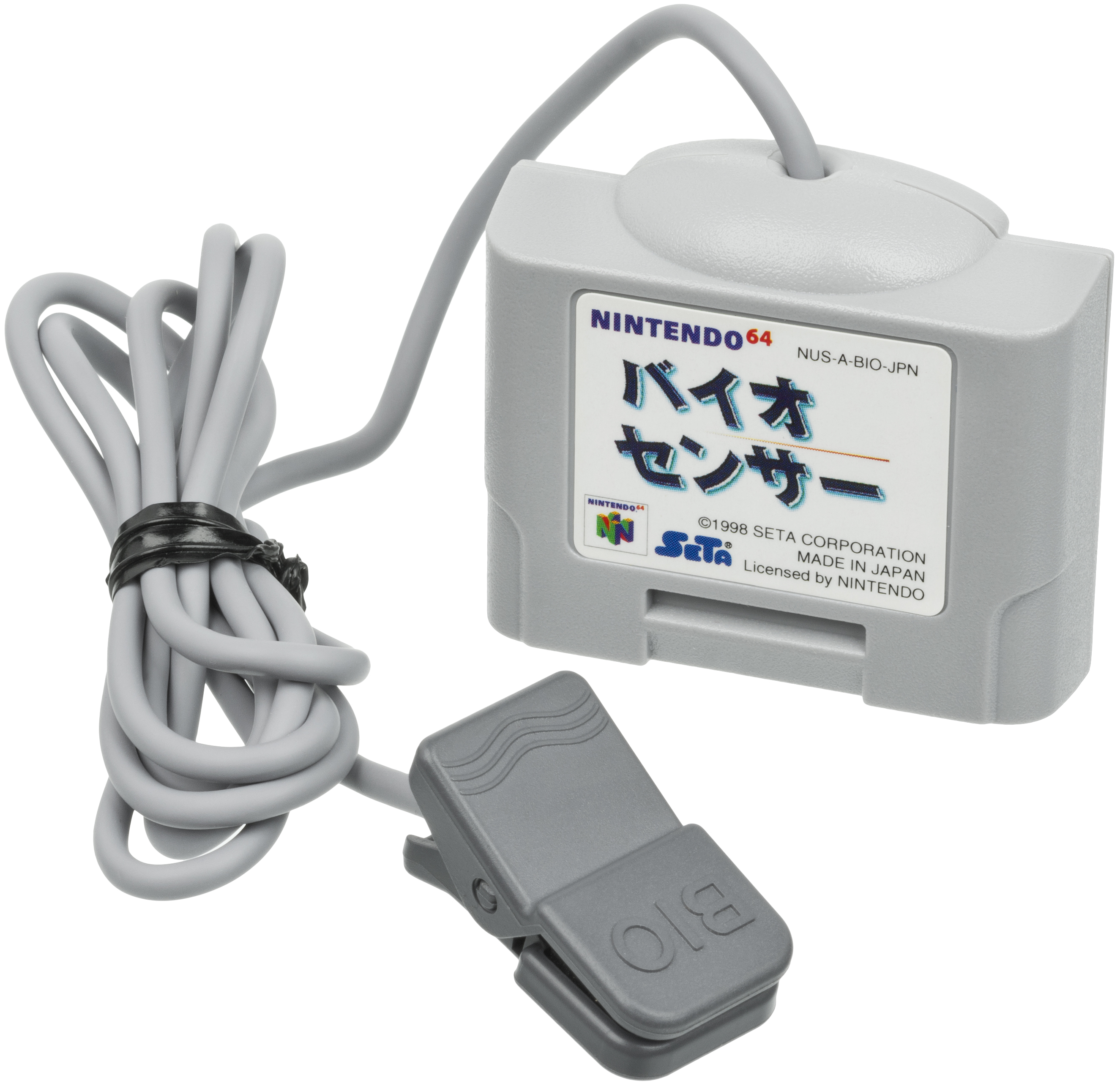
Bio Sensor

Il Bio Sensor (NUS-A-BIO-JPN) è una clip auricolare che si collega allo slot Controller Pak del controller per misurare la frequenza cardiaca dell'utente. È stato prodotto da SETA e distribuito solo in Giappone. È compatibile solo con Tetris 64, che fa sì che forme più semplici o più complesse cadano a seconda della velocità con cui batte il cuore del giocatore. Questo dispositivo è simile al Wii Vitality Sensor non rilasciato.